# 梁屯镇
梁屯镇，是中华人民共和国辽宁省营口市盖州市下辖的一个乡镇级行政单位。

## 行政区划
梁屯镇下辖以下地区：
梁屯村、杨村、朱村、跃进村、田屯村、孙屯村、绵延村、旺兴仁村和太平山村。